# ああ爆弾
『ああ爆弾』（ああばくだん）は、東宝が1964年に製作した日本映画。監督は岡本喜八。ジャズからロック、浪曲に狂言、果ては題目までを駆使した和製ミュージカル映画である。併映は勅使河原プロ作品『砂の女』（監督：勅使河原宏）。原案はアメリカ合衆国のミステリー作家コーネル・ウールリッチの短編小説「万年筆」 (Fountain Pen) である。
なお本作上映時には、大映でもミュージカル映画『アスファルト・ガール』が上映を開始したため、期せずしてミュージカル映画の対決となった。

## あらすじ
大名組六代目組長・大名大作は、大作から子分の盃を受けたいとついてきた爆弾作りの名人・太郎を連れて刑務所を出所した。しかし久々に大名組事務所や自宅に戻ってみると、そこは市議会議員選挙に出馬している矢東彌三郎に乗っ取られていた。妾も組事務所も自宅も失った大作は、太郎に万年筆に爆弾を仕掛けさせて矢東の命を狙うが、万年筆爆弾は狙い通りに矢東には仕掛けられず、矢東の運転手、銀行支店長、掃除婦、その息子、そして大名の息子と、人の手を次から次へと渡り…。

## キャスト
- 伊藤雄之助：大名大作
- 越路吹雪：大名梅子
- 高橋正：大名健作
- 砂塚秀夫：田ノ上太郎
- 中谷一郎：矢東彌三郎
- 沢村いき雄：椎野武三
- 北あけみ：若い二号カスミ
- 二瓶正也：社員竜見
- 天本英世：子分テツ
- 重山規子：元大名の二号ミナコ
- 有島一郎：銀行支店長
- 桜井浩子：銀行秘書
- 小川安三：銀行員

## スタッフ
- 製作：田中友幸
- 監督・脚本：岡本喜八
- 原作：コーネル・ウールリッチ「万年筆」（"Dead Man Blues" に収録、日本語訳は短編集『ぎろちん』（C・ウールリッチ名義 日本オリジナル集成）に収録）
- 音楽：佐藤勝
- 撮影：宇野晋作
- 録音：伴利也
- 編集：黒岩義民
- 監督助手：山本迪夫
- 狂言指導：和田喜太郎